# Konica Minolta Dynax 5D

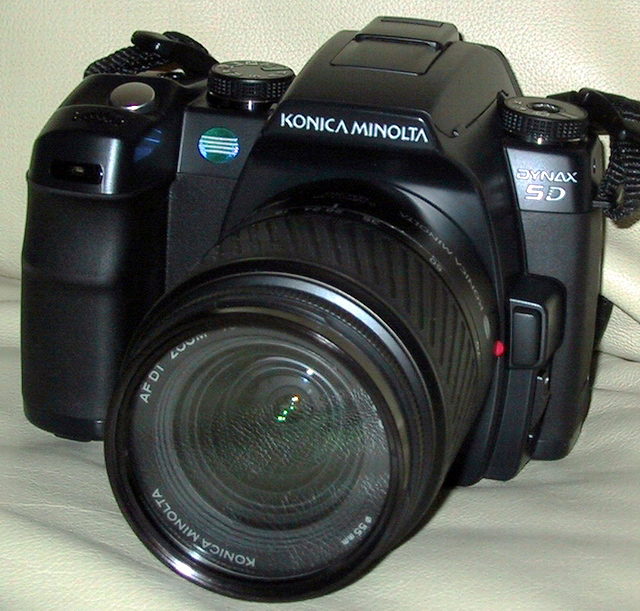
Konica Minolta Dynax 5D mit 18-bis-70-mm-AF-DT-Objektiv

Die Konica Minolta Dynax 5D (Nordamerika: Konica Minolta Maxxum 5D, Asien: Konica Minolta α-5 Digital und Konica Minolta α Sweet Digital, offizielle Modellbezeichnung: DG-5D) ist eine digitale Spiegelreflexkamera aus der Dynax-Reihe von Konica Minolta.
Die im September 2005 erschienene Dynax 5D ist nach der RD-175 (1995) und der Dynax 7D die dritte und letzte von Konica Minolta entwickelte und unter eigenem Namen vertriebene digitale Spiegelreflexkamera. Wie die Dynax 7D verfügt auch die Dynax 5D über ein im Gehäuse integriertes Anti-Shake-System. In Funktionsumfang, Ausstattung und Qualität der verwendeten Materialien ist sie jedoch im Vergleich zur Dynax 7D leicht reduziert. Mit der analogen Namensschwester Dynax 5 hat die Dynax 5D wenig gemein, sie hat wie diese allerdings eher Hobbyfotografen als Zielgruppe.

## Technische Details

### Der Bildsensor
Die Dynax 5D ist wie die Dynax 7D mit einem Sony RGB-CCD-Sensor mit Bayer-Pattern und einem 12-Bit-A/D-Wandler ausgestattet, die Farbtiefe beträgt somit 36 Bit. Die effektive Auflösung beträgt 6,1 Millionen Pixel (Gesamtpixelanzahl 6,3 Millionen), die Größe des Chips 23,5 mm × 15,7 mm (entsprechend APS-C-Format).
Die gegenüber dem Kleinbildformat (24 mm × 36 mm) verkleinerte Sensorabmessung führt bei dem verwendeten Objektiv zu einem Bildbeschnitt um den Formatfaktor 1,5 bezogen auf das Kleinbildformat. So entsprechen Abbildungsmaßstab und Bildwinkel eines 18-bis-70-mm-Zoomobjektivs an einer Dynax 5D einem 27-bis-105-mm-Zoomobjektiv an einer Kleinbildkamera.

### Das Anti-Shake-System
Das von Konica Minolta entwickelte Bildstabilisierungssystem beruht im Gegensatz zu Systemen anderer Hersteller, bei denen die Korrektur im Objektiv vorgenommen wird, auf einer Bewegung des CCD-Chips (CCD-Shift) und ist somit von dem verwendeten Objektiv unabhängig. Dies ermöglicht die Verwendung einer Vielzahl von Objektiven auch von Fremdherstellern ohne Verlust des Bildstabilisierungssystems. Dieses System fand bereits bei Kompaktkameras der DiMAGE-Reihe Verwendung und wurde ebenfalls in die Dynax 7D integriert.
Bei dem von Konica Minolta entwickelten Anti-Shake-System (AS-System) wird die Bewegungsrichtung und Beschleunigung der Bewegung der Kamera über zwei Gyroskopsensoren gemessen. Aus diesen Daten wird von der Elektronik die Korrekturbewegungen, mit denen Piezoelemente den CCD-Chip verschieben, berechnet.

### Der Sucher
Im Gegensatz zur Dynax 7D, die mit einem Prismensucher ausgestattet ist, kam in der Dynax 5D ein Spiegelsucher (silberverspiegelter Dachkantsucher) zum Einsatz, während der Bildausschnitt mit 95 % bei beiden Modellen identisch ist. Der Spiegelsucher ist im Vergleich zu Prismensuchern deutlich günstiger und auch leichter, dafür ist die Helligkeit geringer. Die Einstellscheibe besitzt eine sphärische Mikrowabenstruktur. Der integrierte Dioptrienausgleich lässt sich zwischen −2,5 dpt und +1 dpt einstellen, zudem sind optional Augenkorrekturlinsen erhältlich.

### Das Multifunktionsdisplay
Ein weiterer Unterschied zur Dynax 7D besteht in der geringeren Auflösung des LC-Displays von 115.000 Pixeln, bei der Dynax 7D sind es 207.000 Pixel. Die Bildschirmdiagonale des Displays von 6,3 cm (2,5 Zoll) ist jedoch unverändert. Außer zur Kontrolle der Bilder dient das Display noch zur Anzeige der Kameraeinstellungen. Es kann, wie bei den meisten Spiegelreflexkameras üblich, nicht wie bei digitalen Kompaktkameras als Sucher benutzt werden.

### Das Gehäuse
Das Gehäuse der Dynax 5D ist aus schwarzem beziehungsweise silberfarbenem glasfaserverstärkten Kunststoff gefertigt und nicht wie die Dynax 7D aus einer Aluminium-Magnesium-Legierung. Die Griffpartien sind mit rutschfestem Gummi abgesetzt. Das Objektivbajonett besteht aus Metall.
Die Größe des Kameragehäuses beträgt 130,5 mm × 92,5 mm × 66,5 mm (B × H × T), das Gewicht (ohne Akku und Speichermedium) beträgt 590 g. Sie ist somit deutlich kleiner und leichter als die Dynax 7D und trotz des integrierten Anti-Shake-Systems nicht deutlich schwerer (teilweise sogar leichter) als Kameras von Konkurrenzherstellern wie Nikon, Pentax und Olympus. Das zusätzliche Gewicht durch den 1500 mAh Lithium-Ionen-Akkus NP-400 beträgt 85 g.

### Die Speichermedien und -formate
Zur Speicherung der Bilddaten werden CompactFlash-Karten (Typ I und II) und Microdrives unterstützt. Durch die Verwendung von entsprechenden Adaptern können auch SecureDigital- und xD-Picture-Speicherkarten eingesetzt werden.
Die Speicherung der Bilder erfolgt in zwei unterschiedlichen Dateiformaten:
1. JPEG-Format: Bei der Verwendung des JPEG-Formats können Bilder mit einer Auflösung von 3008 × 2000 Pixeln, 2256 × 1496 Pixeln oder 1504 × 1000 Pixeln gespeichert werden. Dabei kann zwischen drei Kompressionsstufen gewählt werden.
2. RAW-Format: Im Gegensatz zum weit verbreiteten JPEG-Format werden beim RAW-Format die Bilddaten mit 12 Bit Farbtiefe pro Kanal unkomprimiert und in maximaler Auflösung gespeichert, ohne dass weitere Nachbearbeitung durch die Kamerasoftware (Weißabgleich, Farbsättigung, Kontrast etc.) vorgenommen wird. Die Bilder im Rohdatenformat eignen sich auf Grund ihrer Größe (etwa 9 MB) und ihrer Inkompatibilität zu vielen Bildbetrachtungsprogrammen nicht für den Dateiaustausch; sie geben dem Fotografen aber mehr Möglichkeiten zur nachträglichen Gestaltung seiner Bilder am Computer. Das Minolta-RAW-Format hat die Dateiendung MRW und lässt sich mittels der mitgelieferten Software DiMAGE Master Lite bearbeiten und in gängige Bildformate umwandeln. Das professionelle Bildbearbeitungsprogramm Adobe Photoshop CS2 unterstützt das MRW-Format erst mit dem Camera-RAW-3.3-Update.

Zusätzlich lassen sich Bilder auch noch simultan in beiden Formaten speichern, dabei ist die Auflösung der JPEG-Datei wählbar.

### Die Objektive
Durch das Minolta-A-Bajonett lassen sich alle Minolta-AF-Objektive an der Dynax 5D verwenden. Die von Konica Minolta speziell für die Digitalfotografie entwickelten AF-DT-Objektive sind auf das kleinere Sensorformat bemessen und lassen zwar an einer Minolta-Kleinbildkamera anbringen, der kleinere Bildkreis der AF-DT-Objektive führt aber zu einer ringförmigen Abschattung am Bildrand des Kleinbildnegativs. Durch den hohen Schwarzanteil dieses Ringes wird zudem von der Kamera die Belichtungszeit in den Automatikmodi stark hochgesetzt und somit entstehen überbelichtete Bilder. Im Ausgleich dazu ermöglicht die Bemessung der AF-DT-Objektive auf das kleinere Sensorformat eine kompaktere Bauweise. Das Gleiche gilt für die Di II-(Tamron) und DC-Objektive (Sigma) der sogenannten Fremdhersteller. Durch die Übernahme des A-Bajonetts von Sony entstand eine Reihe neuer DT-Objektive. Jedoch wurden einige Objektive nur äußerlich, und nicht technisch verändert und somit an das Sony Alpha System angepasst.
| Bezeichnung                      | Bildwinkel | Linsen/Gruppen | kleinste Blende | Anzahl Blenden- lamellen | Nahgrenze | Max. Abbildungs -maßstab | Filter- gewinde | Durchmesser × Länge (mm) | Gewicht |
| -------------------------------- | ---------- | -------------- | --------------- | ------------------------ | --------- | ------------------------ | --------------- | ------------------------ | ------- |
| AF DT ZOOM 4,5–5,6/11–18 mm (D)  | 104°–76°   | 15/12          | 22–29           | 7                        | 0,25 m    | 0,125x                   | 77 mm           | 83 × 80,5                | 350 g   |
| AF ZOOM 2,8-4/17–35 mm (D)       | 80°-45°    | 11/14          | 22-32           | 7                        | 0,30 m    | n. a.                    | 77 mm           | 83 × 88,5                | 430 g   |
| AF DT ZOOM 3,5–5,6/18–70 mm (D)  | 76°–23°    | 11/9           | 22–36           | 7                        | 0,38 m    | 0,25x                    | 55 mm           | 66 × 77                  | 240 g   |
| AF DT ZOOM 3,5–6,3/18–200 mm (D) | 76°–8°     | 15/13          | 22–40           | 7                        | 0,45 m    | 0,27x                    | 62 mm           | 73 × 85,5                | 407 g   |

Quelle: Konica-Minolta-Objektivübersicht

### Die Blitztechnik
Bei der Dynax 5D stehen zwei Blitzmessarten zur Verfügung: Die konventionelle TTL-Blitzmessung sowie die eigens von Minolta entwickelte ADI-Blitzmessung (Advanced Distance Integration). Die ADI-Blitzmessung ist jedoch nur in Kombination mit den Objektiven der (D)-Serie möglich. Bei der Verwendung anderer Objektive, Filtervorsätzen oder Nahlinsen kann die ADI-Blitzmessung nicht genutzt werden und die TTL-Blitzmessung muss angewählt werden. Gleiches gilt beim Einsatz einer Weitwinkelstreuscheibe am Minolta Programmblitzgerät, beim indirekten Blitzen ober bei Blitzgeräten von Fremdherstellern.
Der eingebaute Klappblitz mit der Leitzahl 12 erreicht eine Blitzausleuchtung bis zu einer Objektivbrennweite von 18 mm. Obwohl der Blitzschuh kompatibel zu älteren Blitzgeräten ist, können nur die Konica-Minolta-Programmblitzgeräte 5600HS(D), 3600HS(D) und 2400(D) in vollem Funktionsumfang an der Dynax 5D verwendet werden. Bei Blitzgeräten der HS-, Xi- und i-Serie wird die automatische Belichtungsmessung nicht unterstützt. Diese werden immer mit voller Blitzleistung gezündet, außer man stellt sie manuell ein.

## Minoltas Ausstieg aus der Fotobranche
Konica Minolta verkündete am 19. Januar 2006 den Entschluss, dass sich die Firma ab 1. April 2006 aus dem Kamera- und Filmgeschäft zurückziehen wird. Dabei werde Sony in Zukunft das Geschäft mit digitalen Spiegelreflexkameras des Dynax-Systems übernehmen. Mitte 2006 brachte Sony mit der Sony Alpha 100 eine überarbeitete Version der Dynax 5D auf den Markt.

## Probleme und Fehlerbilder
Am 3. Februar 2007 gab Konica Minolta die Existenz eines Serienfehlers bei den Modellen Dynax 7D und 5D bekannt, der dazu führen kann, dass die erste(n) Aufnahme(n) nach längeren Pausen schwarz oder stark unterbelichtet sein können (blaustichig). Dieser in einschlägigen Foren unter dem Namen „Error 58“ bekannt gewordene Fehler wurde bis Ende 2010 von Konica Minolta auch nach Ablauf der Garantie/Gewährleistung kostenlos repariert.